# Baszta Kłodzka w Bystrzycy Kłodzkiej
Baszta Kłodzka – wzniesiona w 1319 r. warowna wieża, pierwotnie będąca elementem średniowiecznych murów obronnych Bystrzycy Kłodzkiej. Jest pozostałością po obecnie nieistniejącej Bramie Kłodzkiej.

## Historia
Wieżę wzniesiono w 1319 r. jako część obecnie nieistniejącej Bramy Kłodzkiej.  W roku 1568 została przebudowana, a ponownie w roku 1843. W latach 1975–1977 przeprowadzono ostatni remont, po którym obiekt został udostępniony do zwiedzania.

Decyzją wojewódzkiego konserwatora zabytków z dnia 24 marca 2009 r. wieża została wpisana do rejestru zabytków.

## Architektura
Wieża została wzniesiona na planie kwadratu o boku 5 m. Pierwotnie miała hełm drewniany, który w roku 1568 zamieniono na ceglany, posiadający kształt ostrosłupa. Na wszystkich ścianach w najwyższej kondygnacji są po dwa otwory strzelnicze, a pomiędzy nimi rzygacze, służące do odprowadzania wody deszczowej. Na murze od strony ul. Okrzei istnieją pozostałości dwuspadowego daszku, nakrywającego niegdyś nieistniejącą obecnie Bramę Kłodzką. Była ona połączona z basztą prostokątnymi otworami, istniejącymi na dwóch kondygnacjach. Po wyburzeniu bramy zostały one zamurowane. Na szczycie wieży jest zabezpieczony kratą taras, służący turystom jako punkt widokowy.   

## Galeria

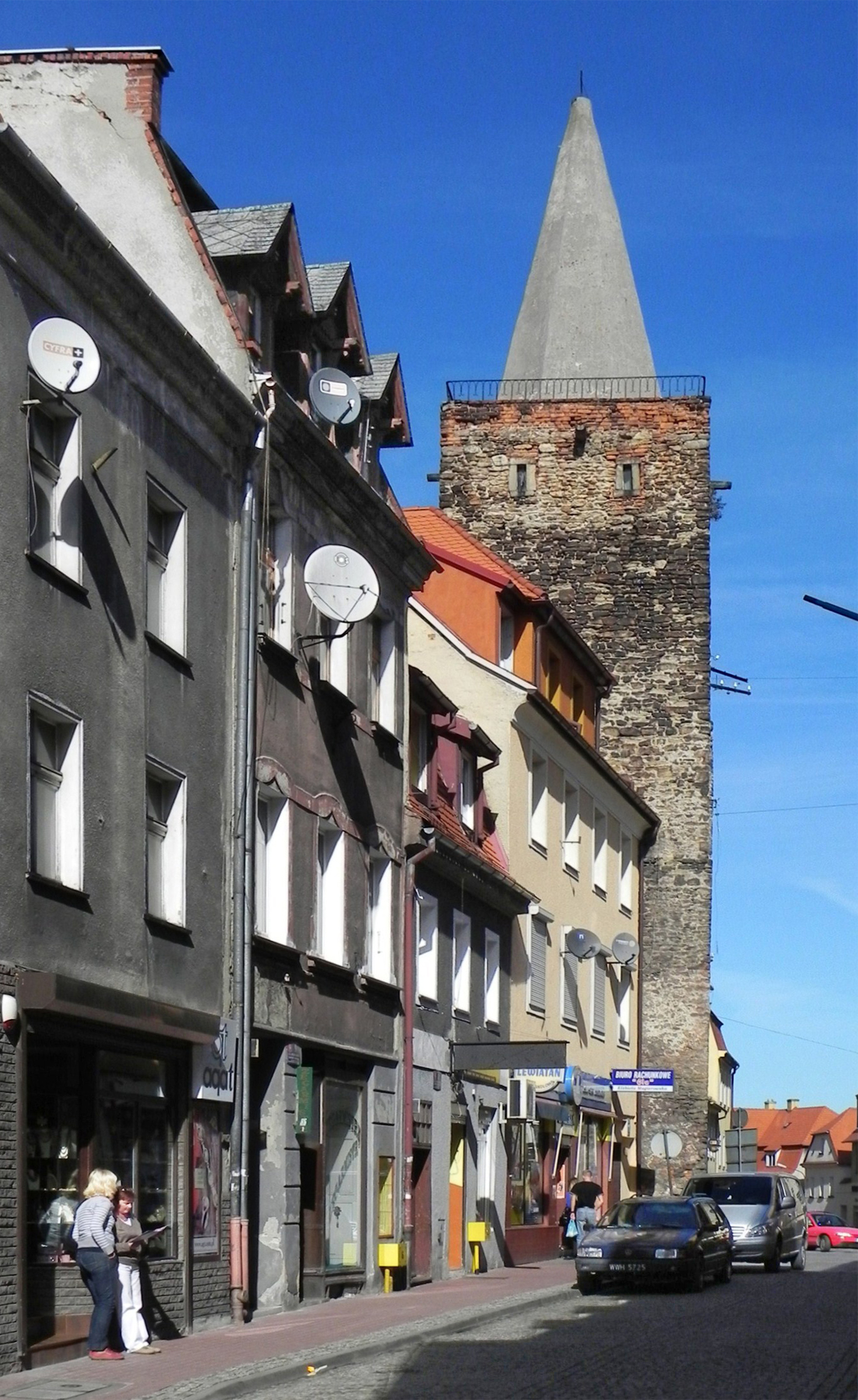
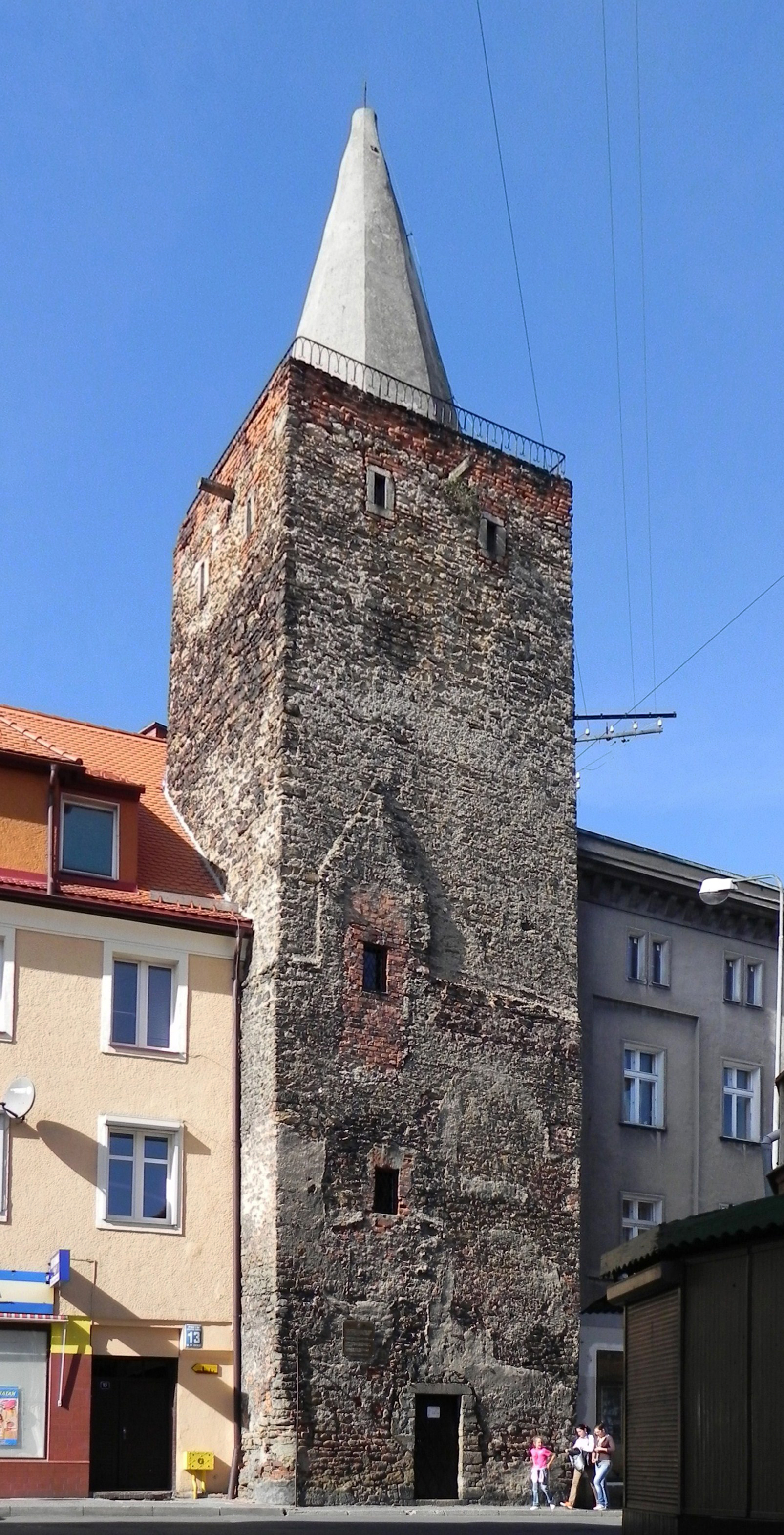
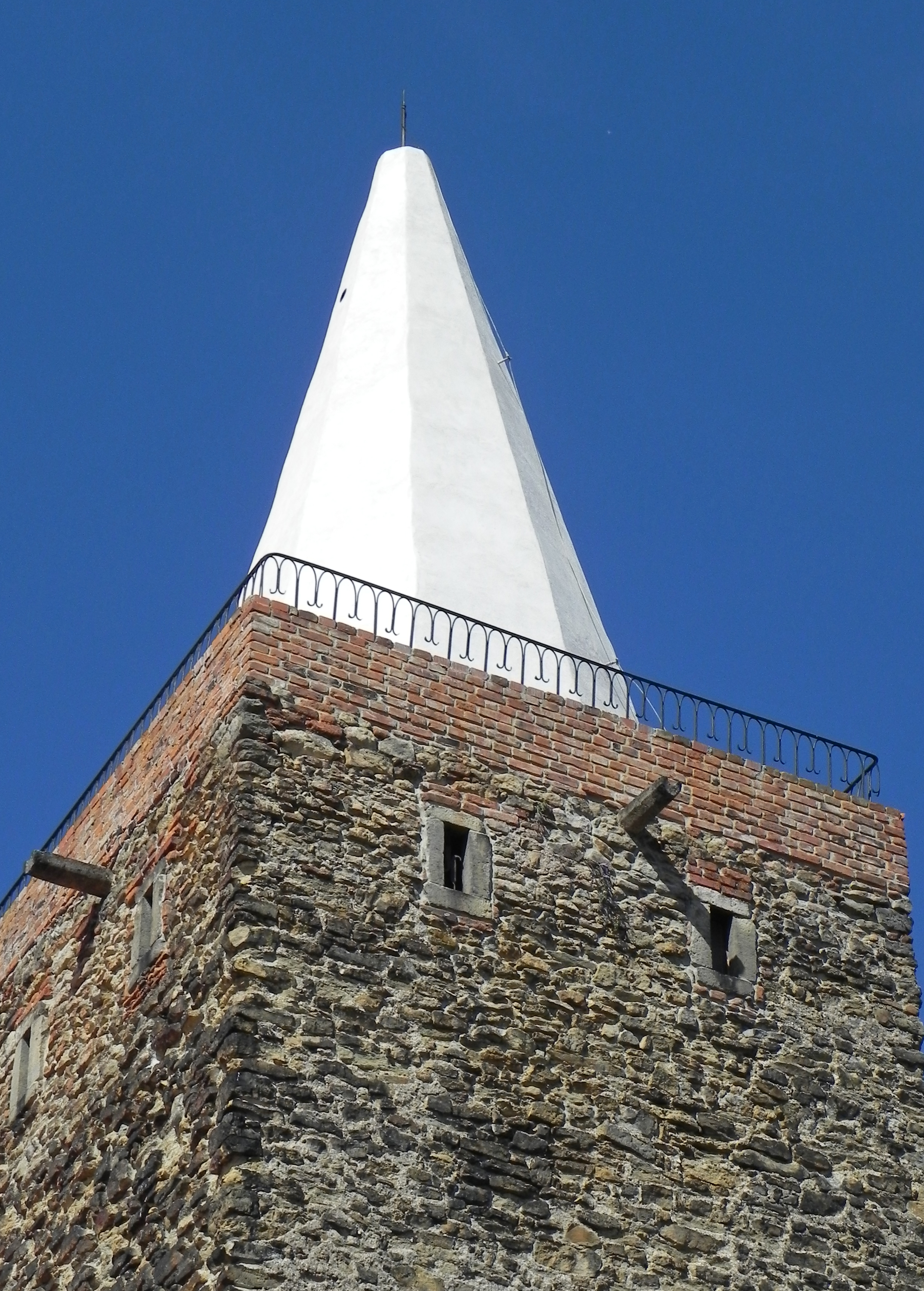
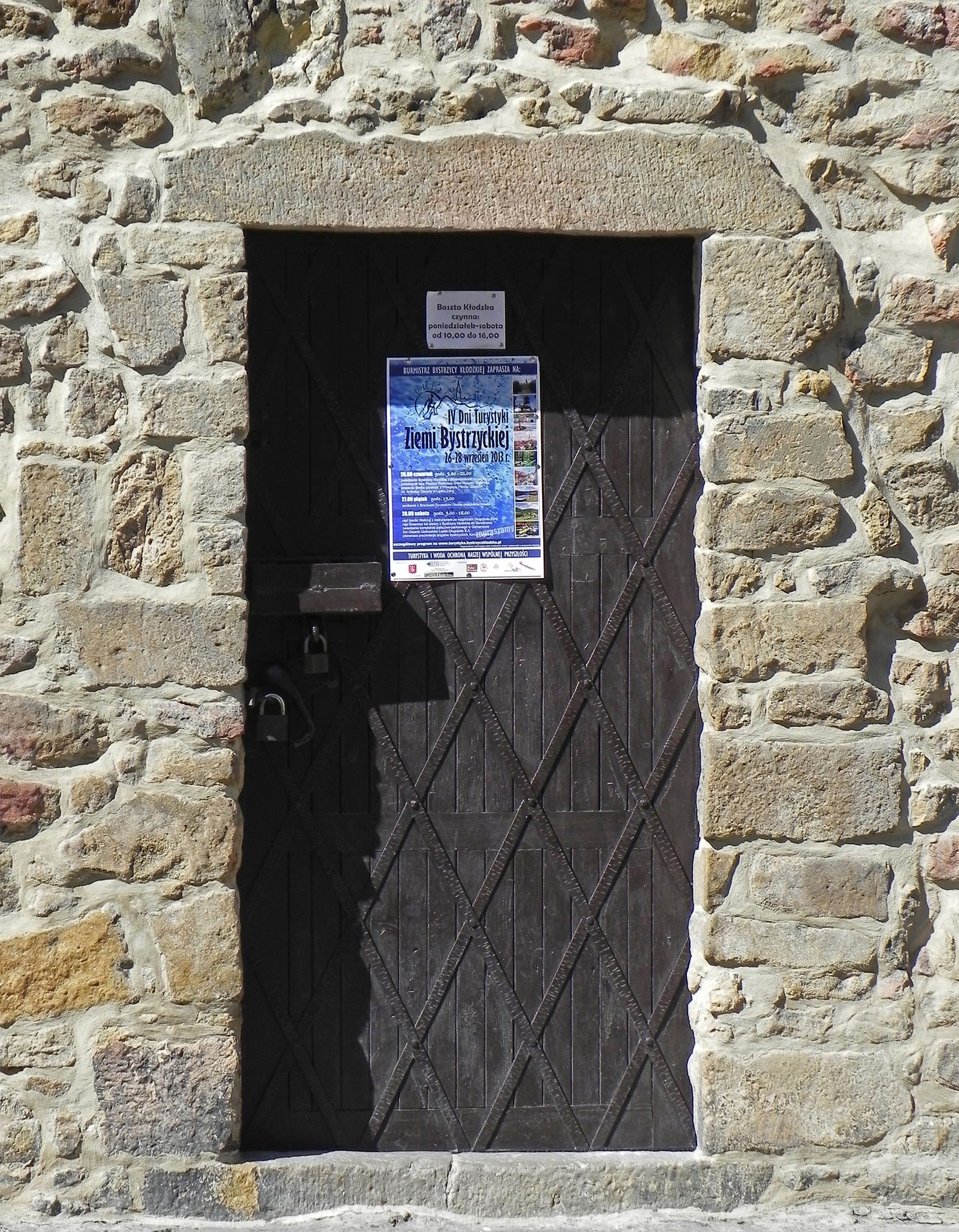
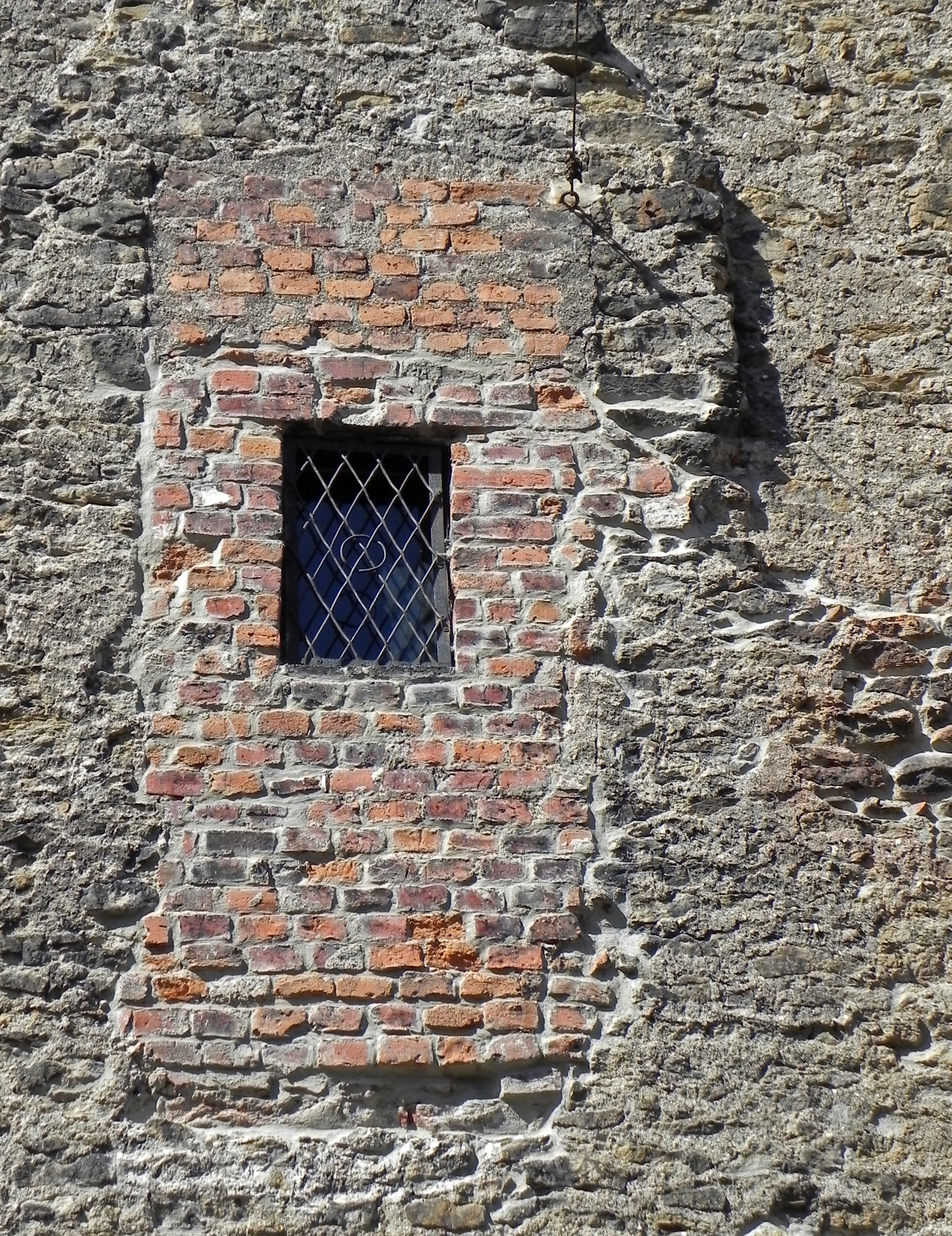